# Bortelsee
Der Bortelsee, in der Landeskarte auch Bortelseewji, ist ein Stausee beim Bortelhorn bei Brig, der auf einer Höhe von 2463 m ü. M. gelegen ist. Es ist einer der höchstgelegenen für die Energieerzeugung angelegten Stauseen der Schweiz. Der Stausee wird von der EnBAG als Kopfspeicher des zweistufigen Kraftwerks Bortel genutzt, danach wird das Wasser noch vom Kraftwerk Silliboden verarbeitet, bevor es in die Rhone fliesst. Der Steinschüttdamm zum Aufstau des 1,7 Mio. m³ fassenden Sees wurde in den Jahren 1988 und 1989 errichtet. Die Bauzeit betrug anderthalb Jahre. Nach den Hochwasserereignissen 1993 und 1994 mussten im Jahr 2000 Anpassungen an der Hochwasserentlastung vorgenommen werden. Im Jahr 2005 musste die luftseitige Anschüttung vergrössert werden, um die Richtlinien des Bundesamtes für Wasser und Geologie einzuhalten.
Das Wasser im See stammt hauptsächlich aus den Niederschlägen und der Schneeschmelze im Frühjahr und im Sommer, ein Teil wird auch mit der Pumpanlage in der Zentrale Bortelalp in den See gefördert. Das gespeicherte Wasser wird hauptsächlich während den Wintermonaten zur Erzeugung von Spitzenenergie genutzt. Ein Kubikmeter Wasser aus dem See kann dabei 3,5 kWh erzeugen, was einer der höchsten Energiegleichwerte der Schweiz ist.